# Francisco Javier de Lizana y Beaumont

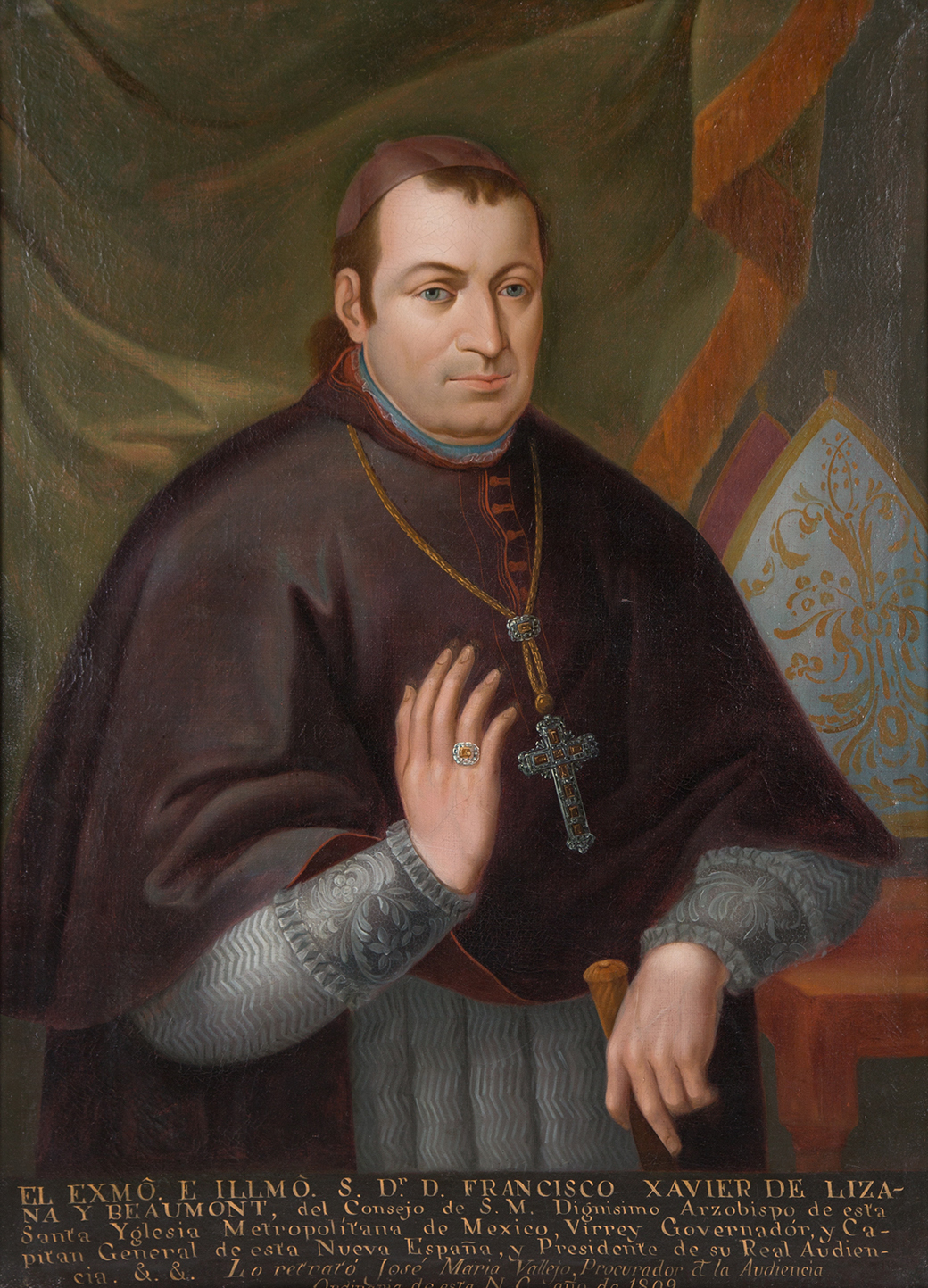
Francisco Javier de Lizana y Beaumont

Francisco Javier de Lizana y Beaumont (* 3. Dezember 1749 (nach anderen Quellen: 3. Dezember 1750) in Arnedo, Provinz Rioja, Spanien; † 6. März 1811 in Mexiko-Stadt) war ein Bischof der römisch-katholischen Kirche, der als Erzbischof von Mexiko und als Vizekönig von Neuspanien amtierte.

## Leben

### Herkunft, Ausbildung und Kirchenkarriere
Lizana entstammte einer baskischen Familie. Er studierte Theologie und Rechtswissenschaft in Calatayud und Saragossa. 1771 erhielt er das Doktorat der Universität Saragossa. Ab 1772 lehrte er an der Universität Alcalá.
Neben seiner Lehrtätigkeit war er Domherr in Sigüenza und Penitenciario in Zamora. 1795 erhielt er das Amt eines Domherren in Toledo und wurde Titularbischof von Thaumacus. Das Amt des  Bischofs von Teruel wurde ihm im August 1800 zugewiesen; er blieb dort bis 1802 im Amt.

### Amtszeit als Erzbischof von Mexiko
Die Ernennung zum Erzbischof von Mexiko folgte im Mai 1802. Lizana reiste gemeinsam mit dem Vizekönig José de Iturrigaray 1803 nach Mexiko und übernahm das Bischofsamt im Januar 1803. Schon sein Vorgänger Alonso Núñez de Haro y Peralta war 1787 kurzzeitig neuspanischer Vizekönig.
Während seiner Amtszeit wurde in Santiago de Querétaro ein Kloster gegründet. Als Erzbischof war er allgemein anerkannt.

### Nach der Besetzung Spaniens durch Napoleon
Napoleon Bonaparte ließ 1808 Spanien von französischen Truppen besetzen. Er hielt König Ferdinand VII. in Frankreich gefangen und ernannte seinen Bruder Joseph Bonaparte zum neuen König. Der königstreue spanische Widerstand versuchte militärisch, die Franzosen mit einer Guerilla-Taktik zu zermürben, während eine Junta Suprema Central in Abwesenheit Ferdinands die Regierungsgeschäfte übernahm.
In den spanischen Kolonien stellte sich die Frage, mit welcher Legitimation und in welcher Organisationsform Legislative und Exekutive weiter arbeiten sollten. Die aus Spanien entsandten Peninsulares neigten dazu, abzuwarten, bis König Ferdinand wieder handlungsfähig würde, sie hatten ihr Sprachrohr in Neuspanien in den Vertretern der Real Audiencia von Mexico. Die ansässigen Kreolen hingegen suchten eine eigenständige Lösung mit mehr örtlicher Autonomie; moderate Kräfte riefen nach einer mexikanischen Junta nach dem Vorbild des Mutterlandes, radikalere Köpfe forderten Volkssouveränität und einen eigenen Kongress, wie es die Vereinigten Staaten vorgemacht hatten.

### Staatsstreich
Nachdem die Diskussionen zwischen den Parteien in Mexiko ergebnislos blieben und der Vizekönig José de Iturrigaray der kreolischen Seite zuneigte, kam es am 15. September 1808 zum Staatsstreich der Peninsulares. Einige hundert Mann unter der Führung des Kaufmannes Gabriel de Yermo stürmten (mit Wissen und Billigung der Audiencia und des Erzbischofs) den Palast des Vizekönigs, nahmen ihn und seine Familie gefangen und erklärten ihn für abgesetzt.
Am 17. September veröffentlichten Audiencia und Erzbischof Lizana eine Sonderausgabe der Gazeta de México, in der sie erklärten, die Verhaftung des Vizekönigs sei aus Gründen der Sicherheit und der öffentlichen Ordnung erfolgt. Zum neuen Vizekönig berief die Audiencia den ranghöchsten Offizier in Neuspanien, Pedro de Garibay.

### Amtszeit als Vizekönig
Garibay erwies sich als ungeeignet, eine Lösung zwischen den auseinander driftenden politischen Interessengruppen zu erreichen. Im Juli 1810 kam die Order der Junta Suprema Central, den Vizekönig abzulösen und an seiner Stelle Erzbischof Lizana mit der Führung der Kolonie zu betrauen.
Lizana ernannte seinen Cousin Sáez de Alfaro zu seinem Vertreter als Bischof. Seine erste Amtshandlung als Vizekönig bestand darin, auf die Entlohnung für das Amt zu verzichten, um die Staatskasse im Kampf gegen Napoleon nicht zu belasten. Die Besitzungen von Miguel de la Grúa Talamanca y Branciforte und des Herzogs von Terranova, die auf die napoleonische Seite gewechselt waren, ließ er beschlagnahmen und konnte so beträchtliche Geldsummen nach Spanien senden.
Ab 1809 verschärfte sich der Konflikt zwischen Kreolen und Peninsulares zunehmend. Lizana fürchtete eine offene Rebellion der Einheimischen und Unabhängigkeitsbefürworter und bemühte sich um eine Politik behutsamer Zugeständnisse und des Ausgleichs. Aus diesem Grund geriet er mehrfach in Konflikt mit den Oidores der Audiencia und mit Juan López Cancelada, dem Herausgeber der Gazeta de México. Zugleich suchte er militärische Sicherheit, indem er die konzentrierte Militärpräsenz auf mehrere Orte verteilte.
Im Dezember 1809 kam es zu ersten Ausschreitungen in Morelia (das damals noch Valladolid hieß).
Die Politik der Verständigung, die Lizana verfolgte, stieß bei den Peninsulares auf vehemente Ablehnung. Sie betrieben seine Absetzung, und wie im Jahr zuvor schrieb der Bischof von Michoacán, Manuel Abad y Queipo, einen Brandbrief nach Spanien, in dem er die Politik des Vizekönigs scharf verurteilte und die Entsendung eines neuen Mannes forderte.

### Abberufung und Tod
Die zentrale Junta in Spanien hatte im Januar 1810 die Exekutivaufgaben an die Regencia in Cádiz übertragen. Dieses Gremium bereitete die Einberufung der verfassungsgebenden Cortes von Cádiz vor und organisierte die Wahlen der Vertreter. Am 7. Mai 1810 erreichte ein Schreiben mit den Wahlunterlagen der Regierung Mexiko-Stadt. Mit gleicher Post kam ein Schreiben, in dem der Vizekönig aufgrund seines Alters und seiner angeschlagenen Gesundheit entlassen wurde. Vorerst solle die Audiencia die Regierungsgeschäfte fortsetzen. Als Dank für seinen Einsatz wurde Erzbischof Lizana mit dem Orden Karls III. ausgezeichnet.
Die Audiencia, welche die verfassungsgebende Versammlung mit Misstrauen sah, verschob die Deputiertenwahlen noch bis in den Juni und Juli. Ende August traf dann der neue Vizekönig Francisco Javier Venegas in Mexiko ein.
Francisco Javier de Lizana übernahm wieder sein Amt als Erzbischof, das er bis zu seinem Tode ein halbes Jahr später, ausübte.